# Католицизм в Нигерии

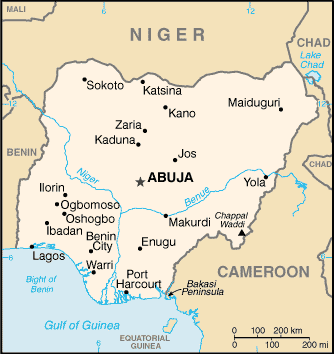
Карта Нигерии

Католицизм в Нигерии или Католическая церковь в Нигерии является частью всемирной Католической церкви. Централизованным органом Католической церкви в Нигерии является Конференция католических епископов Нигерии, объединяющая нигерийских епископов и архиепископов. Численность католиков в Нигерии составляет около 20 миллионов человек (15 % от общей численности населения).

## История
Первые попытки миссионерской деятельности Католической церкви на территории нынешней Нигерии начались в конце XV века. В XVII веке монахи из францисканского ордена капуцинов начали проповедническую деятельность среди африканского населения прибрежных районов страны. Капуцины сосредотачивали значительное внимание на обращение в католицизм местной знати, чтобы через них влиять на остальное население. Им удалось обратить в христианство представителей африканской аристократии королевства Бенин. Монахами были созданы католические миссии около города Варри. В 1646 году капуцины открыли новую миссию на побережье Бенина. Со временем эти миссии пришли в запустение из-за трудностей, связанных с местным климатом и болезнями, с которыми столкнулись европейские миссионеры.
Регулярная миссионерская деятельность Католической церкви на территории сегодняшней Нигерии началась в XIX веке с приездом миссионеров из Общества африканских миссий. В 1842 году Святой Престол основал Апостольский викариат Двух Гвиней, куда вошла территория Нигерии. 28 марта 1860 года Святым Престолом был учреждён апостольский викариат Дагомеи (сегодня — Архиепархия Лагоса). В марте 1862 года в Лагос прибыл итальянский миссионер священник Франческо Борджеро. В 1884 году была основана апостольская префектура Верхнего Нигера (сегодня — Архиепархия Бенин-Сити). В 1885 году в Нигерию прибыли монахи из конгрегации Святого Духа.
В 1917 году в Бенин-Сити была открыта первая католическая семинария, ставшая центром распространения католицизма в Нигерии. В 1929 году был рукоположён в священника первый нигериец.
18 апреля 1950 года Римский папа Пий XII учредил буллой Laeto accepimus местную католическую церковную иерархию. В 1953 году священник Доминик Игнатий Экандем стал первым нигерийским епископом и кардиналом (в 1976 году).
Нигерию дважды в 1982 и 1998 годах посещал с пастырским визитом блаженный Римский папа Иоанн Павел II.

## Церковная структура
В Нигерии действуют в настоящее время 9 митрополий, 41 епархия, 2 апостольских викариата и 2324 приходов:
- Архиепархия Абуджи;
  - Епархия Гбоко;
  - Епархия Иды;
  - Епархия Катсины-Алы;
  - Епархия Лафиа;
  - Епархия Локоджи;
  - Епархия Макурди;
  - Епархия Отукпо.
- Архиепархия Бенин-Сити;
  - Епархия Аучи;
  - Епархия Варри;
  - Епархия Исселе-Уку;
  - Епархия Уроми;
- Архиепархия Джоса
  - Епархия Баучи;
  - Епархия Джалинго;
  - Епархия Йолы;
  - Епархия Майдугури;
  - Епархия Шендама.
- Архиепархия Ибадана;
  - Епархия Ойо.
  - Епархия Ондо;
  - Епархия Осогбо;
- Архиепархия Кадуны;
  - Епархия Илорина;
  - Епархия Зариа;
  - Епархия Кано;
  - Епархия Кафанчана;
  - Епархия Минны;
  - Епархия Сокото.
- Архиепархия Калабара;
  - Епархия Икот-Еккене;
  - Епархия Огоджи;
  - Епархия Порт-Харкорта;
  - Епархия Уйо;
- Архиепархия Лагоса;
  - Епархия Абеокуты;
  - Епархия Иджебу-Оде;
- Архиепархия Оверри;
  - Епархия Абы;
  - Епархия Ахиары;
  - Епархия Окигве;
  - Епархия Орлу;
  - Епархия Умуахиа.
- Архиепархия Оничи;
  - Епархия Абакалики;
  - Епархия Авгу;
  - Епархия Авки;
  - Епархия Нневи;
  - Епархия Нсукки;
  - Епархия Энугу.
- Апостольский викариат Бомади;
- Апостольский викариат Контагоры.

## Источник
- Католическая Энциклопедия, т. 3, М., изд. Францисканцев, 2007 г., стр. 810—811, ISBN 978-5-91393-016-3
- Guida delle missioni cattoliche 2005, a cura della Congregatio pro gentium evangelizatione, Roma, Urbaniana University Press, 2005
- Декрет Cum Apostolicae, AAS 39 (1947), p. 96  (лат.)
- Бреве Ad universae Ecclesiae, AAS 52 (1960), p. 1000  (лат.)
- Бреве Verba Christi, AAS 65 (1973), p. 628  (лат.)
- Бреве Usu iam dudum, AAS 68 (1976), p. 400  (лат.)